# Laminage transversal
La laminage transversal (en anglais Cross Wedge Rolling, CWR) est un procédé de mise en forme (forming process (en)) par déformation plastique appliqué aux matériaux métalliques. Il consiste à faire rouler une pièce déformable entre deux surfaces d'outillages rigides sur lesquelles des gravures sont pratiquées pour obtenir le repoussage progressif de la matière et aboutir à un laminé dont la caractéristique principale est la répartition variable des masses le long de son axe principal.
Il se distingue du laminage de produits plats ou profilés par la direction de refoulement de la matière qui se fait transversalement au sens de roulement.
Ce procédé a pour principal avantage un faible engagement matière. Il est de nos jours implantés de manière industrielle.
Le premier brevet déposé sur cette technologie date de 1879 - August Lebek. En 1885, George F. Simonds, Massachusetts, met au point une machine pour la fabrication de pièces mécaniques diverses.